# Рабичев Леонід Миколайович
Леонід Миколайович Рабичев (30 червня 1923 року п. Красково Московська область — п. Биково Московська область 20 вересня 2017) — російський поет, графік, живописець, письменник-мемуарист. Учасник Німецько-радянської війни. Військовий злочинець.

## Біографія
Народився 30 червня 1923 в селищі Красково Московської області. У 1939 році вступив до Московського юридичного інституту. Після початку Другої світової війни, у листопаді 1941 року, разом із сім'єю був евакуйований в Уфу (Башкирська АРСР). Навчання в юридичному інституті давало право на броню, але Леонід вирішив відмовитися від неї і подав заяву до військкомату. 3 листопада 1941 року його зарахували до Ленінградського училища зв'язку. У листопаді 1942 року, у званні лейтенанта, потрапив до армії.
З грудня 1942 року лейтенант, командир взводу 100-ї окремої армійської роти ЗНОС при управлінні 31-ї армії. На Центральному, Третьому Білоруському та Першому Українському фронтах брав участь у бойових діях із визволення Ржева, Сичівки, Смоленська, Орші, Борисова, Мінська, Ліди, Гродно, у боях у Східній Пруссії від Гольдапу до Кенігсбергу, в Сілезії на Данцизькому напрямку брав участь у взятті міст Левенберг, Бунцлау, Хайльсберг та інших, у Чехословаччині дійшов до Праги.
Наказом Нд 31-ї Армії №: 35 від: 27.10.1943 року командир взводу 100-ї окремої армійської роти ВНОС Західного фронту лейтенант Рабичев нагороджений орденом Вітчизняної війни 2-го ступеня за відмінне виконання бойових завдань, пов'язаних з та кулеметним вогнем під час осінньої операції 1943 року.
Наказом ЗС 31-ї армії №: 28 від: 17.05.1945 року командир 3-го взводу 100-ї окремої армійської роти ВНОС лейтенант Рабичев нагороджений орденом Червоної Зірки за постійне своєчасне оповіщення військ і командування про повітряну небезпеку і створення найкращого підрозділу системи ВНОС 31-ї армії за підсумками боїв.
Про свою участь у війні Леонід Миколайович говорив: «Я був зв'язківцем при управлінні 31-ї армії, обслуговував штаби. Я не вбив жодного німця».
Помер 20 вересня 2017 року в селищі Биково Московської області.

## Живопис
У 1946 році вступив на художній факультет Московського поліграфічного інституту, який закінчив у 1951 році. В 1958 Леонід потрапив на заняття в студію Елія Михайловича Белютіна "Нова реальність ", де познайомився з авангардним мистецтвом.
У 1959 році Леонід Рабичев був прийнятий до Спілки художників СРСР.
1 грудня 1962 року у Манежі відбулася виставка «Тридцять років Московського союзу художників», у якій взяли участь художники студії «Нова реальність». Ювілейну виставку відвідав Микита Хрущов, після чого представлені в експозиції картини зазнали різкої критики, а виставка була закрита.
17 грудня 1962 року, після того, як у розмові з Хрущовим на виставці Леонід Рабичев шанобливо відгукнувся про художників, він був виключений зі Спілки художників.
Незважаючи на це Леонід Рабичев продовжив малювати, працював художником у галузі прикладної, книжкової графіки та прикладного мистецтва у майстерні промислової графіки КДІ Московського відділення Художнього фонду РРФСР, у видавництвах "Росгізмістпром ", "Художня література ", "Мистецтво ", "Медциина "Наука ", "Прісцельс ", "Авваллон " та багатьох інших. Декілька оформлених ним книг були удостоєні премії «Найкраща книга року». У травні 2013 року в ЦДХ відбулася персональна виставка художника, присвячена його 90-річчю.

## Літературна діяльність
З ранніх років Леонід захоплювався поезією. У 1939 році, навчаючись у Юридичному інституті, він займався у літературному гуртку Йосипа Бріка. Будучи запрошеним Йосипом Максимовичем на літературні читання у свою квартиру в Спасопесковському провулку, знайомиться з його дружиною Лілею Брік, а також з Василем Катаняном, Семеном Кірсановим, Борисом Слуцьким.
Після війни, в 1946—1947 роках, був членом літературного об'єднання Московського університету, яким керував поет Михайло Зенкевич, виступав зі своїми віршами на літературному вечорі в Спілці письменників під головуванням Олександра Твардовського.
В 1985 нагороджений орденом Вітчизняної війни 2-го ступеня.
З 1993 року член Спілки письменників Москви, поет, есеїст, прозаїк. Автор шістнадцяти книг віршів, шести прозових публікацій. Кілька поетичних та прозових публікацій перекладено іноземними мовами.
Автор книги «Війна все спише: Спогади офіцера-зв'язківця 31-армії. 1941—1945».
Рабічов є важливим задокументованим свідком, який розповідає про масові зґвалтування німкень Червоною Армією та геноцид жителів Кенігсберга під час радянського вторгнення.

## Нагороди
Нагороджений двома орденами Вітчизняної війни II ступеня, орденом «Червона Зірка», різними медалями.